# José Ramón Esnaola
José Ramón Esnaola Laburu (Andoáin, Guipúzcoa, 30 de junio de 1946) es un exjugador de fútbol español que disputó como portero 20 temporadas de carrera profesional en las que jugó en dos equipos de la Primera División española, la Real Sociedad y el Real Betis. Ostentó en su día el récord de partidos y minutos disputados en la Primera División. Está considerado como uno de los jugadores más importantes de la historia del Real Betis Balompié y el 2.º con más partidos jugados tras Joaquín.

## Biografía

### Inicios
Esnaola empezó jugando al fútbol con el club de su pueblo, la SD Euskalduna Andoaindarra de Andoáin. Tras jugar en los juveniles, debutó con la Euskalduna jugando durante una temporada en la Tercera división. Sus cualidades no pasaron inadvertidas para los ojeadores de la Real Sociedad de Fútbol que lo ficharon en 1965 cuando tenía 18 años de edad. Entonces Esnaola pasó a ser futbolista profesional y pidió una excedencia laboral de su puesto de trabajo en la fábrica de armas de SAPA de Andoáin, donde había entrado como ajustador a los 15 años y donde nunca volvió. 

### Real Sociedad de Fútbol
Esnaola entró directamente en la primera plantilla de la Real Sociedad de Fútbol en la campaña 1965-66, sin pasar por el filial. Por aquel entonces la Real Sociedad de Fútbol estaba en la Segunda división española. En un principio Esnaola era el suplente de Adolfo Arriaga, internacional sub-23, pero éste sufrió un golpe en el estómago en un encontronazo durante un partido con la UP Langreo que le dañó el páncreas y su puesto fue ocupado por Esnaola durante gran parte de la temporada. Así Esnaola debutó con la Real Sociedad de Fútbol en 1965 en la Segunda división española en un partido contra el CD Condal disputado el 6 de septiembre de 1965 en Atocha. Aunque Arriaga se recuperó de la lesión y jugó los últimos partidos de la temporada, las secuelas del golpe forzaron su retirada al finalizar la temporada.
En la siguiente campaña, la 1966-67, el club ascendió a un portero del filial Jesús Mari Zubiarrain que relegó a Esnaola a la suplencia. Fue la temporada del ascenso de la Real Sociedad a Primera División tras cinco temporadas en Segunda, pero Esnaola no jugó un solo minuto en esa histórica campaña. En la 1967-68, con la Real ya en Primera, Esnaola siguió como suplente de Zubiarrain, pero una lesión de este a mitad de temporada le valió a Esnaola debutar en la máxima categoría. Fue el 31 de diciembre de 1967 en un Real Sociedad-Elche (5:0). Esnaola se convirtió en una de las revelaciones de esa temporada tras su debut. Sin embargo unos meses después cayó él mismo lesionado en un partido ante su futuro equipo, el Betis, en el que se fisuró el maléolo tibial y que le impidió jugar el resto de la temporada. Durante su convalecencia el Club Atlético de Madrid se interesó por su fichaje y con los que llegó a firmar un precontrato pero el Atlético desechó su contratación tras realizar las pruebas médicas y en su lugar fichó a Zubiarrain, su compañero en la Real Sociedad de Fútbol. Esa temporada la Real Sociedad de Fútbol mantuvo la categoría tras vencer la promoción.
Con Zubiarrain en al Atlético de Madrid en el verano 1968, Esnaola quedó como dueño absoluto de la portería realista durante las siguientes cinco temporadas, en las que jugó prácticamente todos los encuentros y que le convirtieron en uno de los guardametas mejor valorados del fútbol español. Fue internacional Sub-23 y suplente de José Ángel Iribar en la selección absoluta durante la temporada 1970-71, aunque llegó a debutar. Durante esos años la Real Sociedad se consolidó en la Primera División y el equipo siempre estuvo en la mitad alta de la tabla (7º u 8º), aunque no llegó a clasificarse para la Copa de la UEFA.
Esnaola jugó 207 partidos oficiales con la Real Sociedad de Fútbol convirtiéndose en su momento en el guardameta que más partidos había jugado defendiendo la portería "txuri-urdin". Podría haber batido todos los registros de la historia de la Real Sociedad de Fútbol, pero en 1973, cuando todavía tenía 26 años de edad, la Real Sociedad acordó traspasarlo al Real Betis Balompié por 12 millones de pesetas (algo más de 72.000 euros). La venta de Esnaola estuvo motivada principalmente por el hecho de que el club contaba con varios jóvenes porteros de gran proyección a los que Esnaola iba a bloquear en su progresión. Ante esa situación la directiva decidió vender a Esnaola, hacer caja y quedarse con los jóvenes. Los beneficiados por la marcha de Esnaola fueron Artola, Urruti y Arconada. Los tres llegaron a ser porteros internacionales y a ganar el trofeo Zamora.

### Real Betis Balompié
Esnaola fue traspasado al Real Betis Balompié por 12.000.000 ptas., una cantidad de dinero muy importante para la época. De hecho, fue en su momento el mayor desembolso que había realizado el Real Betis Balompié por un fichaje en su historia. El Real Betis Balompié se encontraba en aquel momento en Segunda División tras haber descendido la temporada anterior. Con Esnaola en la portería el Betis ganó la Liga de Segunda División y volvió a la máxima categoría.
El portero vasco se convirtió con el paso de los años en un auténtico mito del equipo bético. Especialmente tras convertirse en 1977 en uno de los héroes de la consecución de la primera Copa del Rey de la historia del Real Betis Balompié, el 25 de julio de 1977 contra el Athletic Club, en el estadio Vicente Calderón de Madrid. Su aportación en este partido fue decisiva a la hora de los lanzamientos de penalti, deteniendo tres lanzamientos del Athletic Club (Dani, Villar e Iríbar) y marcando el gol definitivo a Iríbar que dio el título a los verdiblancos. Esa temporada el Betis logró el 5º puesto en la Liga y se clasificó para jugar la Recopa de Europa.
La temporada siguiente, la 1977-78 el Real Betis Balompié perdió la categoría, pero solo tardó un año en recuperarla volviendo a Primera en 1979. Esnaola se mantuvo como titular hasta su retirada en 1985, con 38 años de edad. En sus últimas temporadas consiguió clasificarse para la Copa de la UEFA en otras dos ocasiones.
Esnaola jugó 378 partidos de liga con el Real Betis Balompié, siendo el jugador que más tiempo ha vestido la camiseta del Betis en liga con 33.922 minutos. Solo Julio Cardeñosa le superaba en la Primera División con el Betis.
La suma de sus partidos con la Real Sociedad de Fútbol y el Real Betis Balompié le convirtieron en 1985 en el jugador que más partidos había disputado en la historia de la Primera División de fútbol de España, un total de 469 encuentros. No fue superado hasta 1992 por el centrocampista asturiano Joaquín Alonso. Actualmente es el jugador número 13 en ese ranking.

### Cuerpo técnico del Real Betis
Tras su retirada como futbolista continuó ligado como técnico al Real Betis Balompié durante casi treinta años más, hasta su jubilación al final de la temporada 2012-13.
Ocupó el cargo de entrenador del primer equipo en dos ocasiones, en los años 1990-1991 y 1992-1993. En la temporada 1990-91 fue preparador del Real Betis a partir de la jornada 25, cuando el equipo ocupaba el último puesto de la clasificación a cuatro puntos de la salvación. Fue el tercer entrenador del equipo en esa aciaga temporada. No pudo revertir la situación y su club acabó descendiendo de categoría. Dos años más tarde, en la temporada 1992-93 se volvió a hacer cargo del equipo. El Betis se encontraba en Segunda División luchando por el ascenso, pero corría el peligro de descolgarse de la lucha ya que estaba a cinco puntos de la promoción y ocho del ascenso. En la jornada 27, Esnaola asumió el cargo sustituyendo al argentino D'Alessandro, pero tampoco logró su objetivo y el Betis se quedó en Segunda.
Al margen de su trayectoria como entrenador del primer equipo, fue entrenador del filial en las campañas 1998-99 y 1999-2000. En sus últimas temporadas, desde 2010, fue el entrenador de porteros de la primera plantilla hasta su jubilación en 2013.

## Títulos

### Campeonatos nacionales
| Título       | Club       | País   | Año  |
| ------------ | ---------- | ------ | ---- |
| Copa del Rey | Real Betis | España | 1977 |